# Mecklenburgischer Planschatz
Der Mecklenburgische Planschatz ist eine Sammlung ca. 250 Jahre alter Architekturzeichnungen und weiterer Funde aus der ehemaligen Plansammlung der Herzöge von Mecklenburg-Schwerin.

## Geschichte des Planschatzes

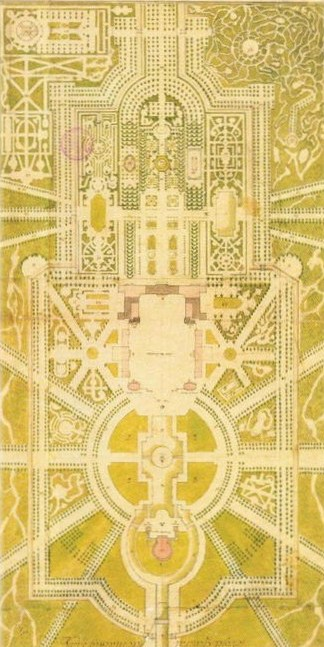
Entwurf (nicht realisiert) von J. L. Legeay für das Schloss Ludwigslust aus dem Jahr 1766

Nachdem Herzog Christian Ludwig II. das Ludwigsluster Schloss im Jahre 1735 bezogen hatte, mussten Instandhaltung und Erweiterung des Baukomplexes infolge der erweiterten Aufgaben neu überdacht werden. Anlass dafür war die zunehmende Zahl an Kunstobjekten in der herzoglichen Sammlung. Hierzu gehörten unter anderem Porzellan, Kupferstiche, Gipsabgüsse, Zeichnungen und Naturalien. Insbesondere das  Fehlen eines angemessenen Galerieraums für die wachsende Gemäldesammlung war ein Problem. Im Laufe des 18. Jahrhunderts erfolgte dann in zwei Bauabschnitten die notwendige Raumerweiterung des Schlosses nach französischem Vorbild. Die in diesem Zusammenhang angefertigten Zeichnungen gelangten zusammen mit weiteren Materialien in die Plansammlung der im Jahr 1779 durch Friedrich den Frommen gegründeten Herzoglichen Regierungsbibliothek. 1886 wurde im Rahmen der Einverleibung der Großherzoglichen Bibliothek Ludwigslust in die Schweriner Regierungs-Bibliothek auch der Bestand des Mecklenburgischen Planschatzes nach Schwerin übernommen. Seit einem Archivbrand im 19. Jahrhundert galt ein Großteil des Mecklenburgischen Planbestands als Verlust, sodass diese umfangreiche Sammlung über 200 Jahre lang verborgen blieb.

## Wiederentdeckung des Planschatzes
Im Zuge von Nachforschungen zur Baugeschichte des Schlosses Ludwigslust
wurde im Jahr 2010 in der Landesbibliothek Mecklenburg-Vorpommern die verschwunden geglaubte Plansammlung von dem langjährigen Bibliothekar Andreas Roloff und der Kunsthistorikerin Sigrid Puntigam wiederentdeckt. Im Rahmen ihrer Recherchen zur Baugeschichte des Ludwigsluster Schlosses  war der Kunsthistorikerin auf einigen Plänen des Archivs die Aufschrift  Portefeuille 1 im Schrank 15 in Fach IV. Grundrisse und Pläne zu Städten. Festungen und Gütern aufgefallen. Hieraus ließ sich auf das ursprüngliche Vorhandensein einer herrschaftlichen Plansammlung schließen. Eine mit dieser Aufschrift bezeichnete Kiste konnte schließlich in der Mecklenburgischen Landesbibliothek ausfindig gemacht werden. Die Sammlung enthielt unterschiedliche zeichnerische Medien, darunter Baurisse,  Schablonen, Entwurfsskizzen, Konstruktions- und Reinzeichnungen.
Der Fund war eine Sensation. Die Plansammlung enthält etwa 550 Architekturzeichnungen und einige Kupferstiche, die sich hauptsächlich den Bauvorhaben der Herzöge von Mecklenburg-Schwerin im 18. Jahrhundert widmen. Darüber hinaus befinden sich darunter auch Darstellungen nationaler und internationaler Projekte in Hannover, Sachsen, Preußen, Rom, Paris und St. Petersburg. Der Mecklenburgische Planschatz ermöglicht eine neue Sicht auf die Entwurfs- und Planungspraxis sowie die Bau- und Repräsentationspolitik des Mecklenburger Hofes. Die Zeichnungen und die Stiche verdeutlichen, dass sich die Bauvorhaben der Herzöge von Mecklenburg-Schwerin an den wichtigsten europäischen Zentren ihrer Zeit orientiert haben und dass das Bauwesen in Mecklenburg aktiv an den zeitgenössischen Tendenzen von Stil, Form und Geschmack teilhatte.  Der Planschatz lässt auch die dynastischen Beziehungen z. B. zum preußischen und zum württembergischen Hof erkennen.  Im Konvolut enthalten sind Blätter von Hofbaumeister Jean Laurent Legeay (1710–1786) und Jean de Bodt (1670–1745), die anderen Baumeistern Mecklenburgs offensichtlich als Inspiration dienten. Die Sammlung schließt eine wichtige Lücke in der mecklenburgischen Kulturgeschichte und ist auch unter architekturhistorischem Gesichtspunkt von großer Bedeutung. Das betrifft insbesondere die Zeit der  Regierungsjahre von Herzog Christian Ludwig II. (1733–1756) und dessen Sohn, Friedrich dem Frommen (1756–1785).
Die Aufarbeitung des Planschatzes bot eine außerordentliche Gelegenheit zu einer breit angelegten kunst- und architekturgeschichtlichen Forschung. Ein diesbezügliches Forschungsprojekt umfasste die Inventarisierung und wissenschaftliche Erschließung des Bestandes. 2015 wurde hierzu wissenschaftliches Symposium veranstaltet. Im Staatlichen Museum Schwerin war 2018 dann die Ausstellung Schatz entdeckt! zu sehen. In Verbindung mit der Ausstellung entstand ein Bestandskatalog mit einem  zugehörigen Essayband. Die Bände erschienen Ende November 2020 im Sandstein Verlag Dresden.